# Rhyacophila brechlini
Rhyacophila brechlini är en nattsländeart som beskrevs av Wolfram Mey 1998. Rhyacophila brechlini ingår i släktet Rhyacophila och familjen rovnattsländor. Inga underarter finns listade i Catalogue of Life.